# پیودی‌پای
فِلیکس آروید اولف شلبرگ (به انگلیسی: Felix Arvid Ulf Kjellberg) (زادهٔ ۲۴ اکتبر ۱۹۸۹) با نام مستعار پیودی‌پای (به انگلیسی: PewDiePie)، یک یوتیوبر، کمدین و تهیه‌کننده بازی‌های کامپیوتری، اهل سوئد و ساکن ژاپن است. او که زاده یوتبری است، در همان شهر شروع به تحصیل در رشته اقتصاد صنعتی و مدیریت تکنولوژی در دانشگاه فناوری چالمرز کرد. در سال ۲۰۱۰ هنگامی که در حال تحصیل در رشته کارشناسی بود، حساب یوتیوب خود را با نام مستعار پیودی‌پای ثبت کرد. او یک سال بعد، به علت بی‌علاقگی به رشته تحصیلی‌اش از تحصیل در دانشگاه انصراف داد و برای مدتی در یک دکهٔ هات داگ فروشی مشغول به کار شد.
شلبرگ پس از شکست خوردن در به‌دست آوردن کار در یک آژانس تبلیغاتی در اسکاندیناوی، تصمیم گرفت تا به دنبال تولید محتوا برای کانال یوتیوب خود باشد. او به منظور تأمین مالی ویدیوهایش شروع به فروش آثار فتوشاپ کرد. شلبرگ همچنین مشغول به کار در دکه هات داگ شد. شمار دنبال کنندگان کانال پیودی‌پای به سرعت افزایش یافت و در سال ۲۰۱۲ به یک میلیون نفر رسید.
در سال ۲۰۱۰، در طول زمان تحصیل خود در دانشگاه، او یک حساب یوتیوب را تحت عنوان پیودی‌پای ایجاد کرد. سال بعد، پس از اینکه نسبت به رشته تحصیلی‌اش بی علاقه شد، از چالمرز خارج شد که باعث ناراحتی والدینش شد. پس از ناکامی در کسب کارآموزی یک آژانس تبلیغاتی در اسکاندیناوی او تصمیم گرفت تا روی ایجاد محتوا برای کانال یوتیوب خود تمرکز کند. پیودی‌پای برای به‌دست آوردن سرمایه برای تولید ویدیوهای خود، شروع به فروش نسخه‌های چاپی از پروژه‌های هنری فتوشاپ و کار کردن در یک دکه هات داگ کرد. او خیلی زود دنبال کنندگان بسیاری را جذب کرد و در ماه ژوئیه سال ۲۰۱۲ کانال یوتیوب او به بیش از یک میلیون دنبال کننده رسید.
در ۱۵ اوت سال ۲۰۱۳، شلبرگ به پر دنبال کننده‌ترین کانال در یوتیوب تبدیل شد. در اواخر ۲۰۱۳ کانال youtube spotlight برای مدت کوتاهی از وی سبقت گرفت همچنین در سال ۲۰۱۹ کانال هندی تی-سریز با سبقت گرفتن از وی به پر دنبال کننده‌ترین کانال یوتیوب تبدیل شد. کانال شلبرگ از ۲۹ دسامبر ۲۰۱۴ تا ۱۴ فوریه ۲۰۱۷ پربازدیدترین کانال یوتیوب بود. تا تاریخ ژوئیه ۲۰۱۹ کانال وی با بیش از ۹۸ میلیون دنبال کننده و ۲۲ میلیارد بازدید کننده، دومین کانال پر دنبال کننده و یازدهمین کانال پر بازدید در یوتیوب است.
او در تاریخ ۲۵ اوت از مرز ۱۰۰ میلیون دنبال کننده گذشت و بعد از کانال موزیک و تی سریز به سومین یوتیوبری تبدیل شد که از مرز ۱۰۰ میلیون دنبال کننده می‌گذرد.
از شاخص‌ترین محتوای ویدیوهای وی می‌توان به لتس پلی ها و محتوای کمدی در سالهای اخیر اشاره کرد. همچنین او با ساخت یک لتس پلی از ماینکرفت توانسته با توانایی‌های بالای خود در قصه‌گویی مخاطبان زیادی را به خود جذب کند. از شخصیت‌های جالب این لتس پلی می‌توان به sven (سگ محبوب او در این مجموعه و مهم‌ترین شخصیت این لتس پلی که به گفتهٔ فلیکس با مرگ او مجموعه تمام می‌شود) و منفورترین شخصیت بنام watersheep (که تمام بلاها و بدبختی‌های فلیکس در طول بازی از او است) اشاره نمود. ویدیوهای وی برای اصالت و رک بودنشان ستایش می‌شوند اما گاهی موجب جنجال می‌شوند. در سال ۲۰۱۷ برخی افراد به اشتباه بعضی ویدیوهای وی را به یهودی‌ستیزی متهم کردند و شرکت mcn که با او قرارداد داشت، همکاری‌اش را با وی قطع کرد. او پوشش نادرست رسانه‌ها از موقعیت را سرزنش کرد و گفت حرف‌های او به نادرستی تعبیر شده اند.
شلبرگ مکرراً به جمع‌آوری پول برای خیریه‌ها می‌پردازد و همواره مخاطبانش را به حمایت از جنبش‌های خیریه تشویق می‌کند. حمایت وی از بازی‌های مستقل سبب افزایش محبوبیت و فروش این بازی‌ها شده است. در سال ۲۰۱۶ از وی به عنوان یکی از ۱۰۰ فرد تأثیر گذار جهان در مجله تایم نام برده شد. شلبرگ با همسرش مارزیا شلبرگ ایتالیایی، طراح مد و یوتیوبر سابق در برایتون انگلیس زندگی می‌کند.

## اوایل زندگی و تحصیل
شلبرگ در گوتنبرگ زاده شد. مادر وی لوتا کریستین یوهانا و پدر وی اولف کریستین شلبرگ نام دارد. او با خواهر بزرگش فَنی بزرگ شد. مادر وی در سال ۲۰۲۰ به عنوان بهترین کارشناس آی تیِ سال، در سوئد، شناخته شد. پدر وی مدیر عامل اجرایی یک شرکت است.
شلبرگ در اوایل دوران تحصیلش، به هنر علاقه‌مند بود. وی بیان کرده که علاوه بر بازی کردن با کنسول سوپر نینتندویش به کشیدن تصاویر شخصیت‌های معروف بازی‌های ویدیویی مانند ماریو و سونیک می‌پرداخته است. در طول دبیرستان، او از کلاس‌های درس برای بازی کردن با دوستانش در کافی نت فرار می‌کرده. سرانجام وی مشغول به تحصیل در رشته اقتصاد صنعتی و مدیریت تکنولوژی در دانشگاه چالمرز شد اما در سال ۲۰۱۱ تحصیل را رها کرد. با اینکه برای مدتی طولانی دلیل ترک دانشگاه وی کار کردن در یوتیوب دانسته می‌شد، شلبرگ در سال ۲۰۱۷ در یکی از ویدیوهایش ذکر کرد که این امر به دلیل علاقه نداشتن به رشته تحصیلی اش بوده و ترک کردن دانشگاه برای کار در یوتیوب را امری احمقانه دانست.
او همچنین از علاقه اش به ویرایش تصاویر با فوتوشاپ سخن گفته و گفته که این کار را به تحصیل در دانشگاه ترجیح می‌دهد. به دلیل همین علاقه، وی در مسابقات فوتوشاپ شرکت کرد و تقریباً کارآموزی در یک شرکت تبلیغاتی در اسکاندیناوی را به‌دست‌آورد. او همچنین به تولید محتوا در یوتیوب علاقه‌مند بود و پس از شکست خوردن در کارآموزی، وی تعدادی از تصاویر خلق شده‌اش توسط فوتوشاپ را به فروش رساند تا یک کامپیوتر خریداری کند و به کار بر روی ویدیوهای یوتیوب بپردازد.

## حواشی

### به زبان آوردن کلمه نیگر (کاکاسیاه)
در سپتامبر ۲۰۱۷، شلبرگ در حین پخش زنده پلیرآن‌نونز بتل‌گراندز که در مقابل یک بازیکن درگیر بود، کلمه توهین نژادی «نیگر» را بر زبان آورد که منجر به انتقادات گسترده از او شد. در واکنش به این حادثه، شان وانامن، هم بنیان‌گذار استودیو کمپو سانتو، شلبرگ را «بدتر از یک نژادپرست» یاد کرد و اعلام کرد که استودیو ویدئوهایی که شلبرگ فایرواچ را بازی می‌کند حذف خواهد کرد و دیگر توسعه دهندگان بازی را تشویق به این کار کرد. شلبرگ بعداً طی یک ویدئو کوتاه، بخاطر استفاده از آن کلمه عذرخواهی کرد و بیان کرد: «از خودم ناامید هستم زیرا به نظر می‌رسد از همه این مناقشه‌های گذشته چیزی یادنگرفته‌ام، [استفاده از توهین] خوب نبود. من واقعاً متاسفم اگر با همه اینها باعث رنجش، آزار یا ناامیدی کسی شدم. در موقعیتی که هستم، باید بهتر بدانم.»

### رقابت مشترکان با کانال تی-سریز
در ۵ اکتبر ۲۰۱۸، شلبرگ یک ترانه دیس را علیه کانال یوتیوب هندی تی-سریز با عنوان «دیس ترک تی-سریز» (که بعداً به «لازانیا هرزه» تغییر نام یافت) بارگذاری کرد. این ترانه در واکنش به پیشی گرفتن تعداد مشترکان تی-سریز از پیودی‌پای بود. این ویدیو به عنوان پربیننده‌ترین ویدیوی شلبرگ شد و از ۲۵ آوریل ۲۰۲۰، این ویدیو بیش از ۳۲۱ میلیون بازدید داشته است.
در ۱۲ مارس، شلبرگ در قسمتی از برنامه پیو نیوز خود، به حمله ۲۰۱۹ پولواما اشاره کرد که در آن ۴۰ نیروی شبه نظامی هندی توسط یکی از اعضای یک گروه جهادی مستقر در پاکستان کشته شدند. پس از این حمله، تی-سریز تحت فشار حزب سیاسی MNS هند برای منزوی کردن هنرمندان پاکستانی، چندین ترانه از هنرمندان پاکستانی در کانال یوتیوب خود را حذف کرد، اقدامی که شلبرگ با آن مخالف بود.
در ۱۵ مارس، عامل تیراندازی در واقعه تیراندازی مسجدهای کرایست‌چرچ که آن را پخش زنده می‌کرد، گفت: «بچه‌ها، به یاد داشته باشید، قبل از انجام حملات، به پیودی‌پای سابسکرایب کنید». در واکنش، شلبرگ بخاطر اینکه نامش با این حمله مرتبط شده، انزجار خود را توییت کرد و به کسانی که در این فاجعه آسیب دیده‌اند تسلیت گفت. روزنامه نگاران مختلفی که واقعه تیراندازی را پوشش می‌دادند گزارش دادند که شلبرگ در تیراندازی‌ها همدست نبوده است.
در اوایل سال ۲۰۱۹، در ۲۷ مارس، تعداد مشترکان تی-سریز از پیودی‌پای پیشی گرفت و به «پرمشترک شده‌ترین کانال یوتیوب» تبدیل شد. در ۳۱ مارس، شلبرگ موزیک ویدیو دیس دیگری با عنوان «تبریک» آپلود کرد و به صورت طعنه‌آمیز این موضوع را به تی-سریز تبریک گفت. یک روز پس از انتشار ویدیو، شلبرگ به‌طور موقت توانست مقام خود را پس بگیرد.
در ۱۱ آوریل ۲۰۱۹، تی-سریز از دادگاه درخواست حذف ترانه‌های دیس شلبرگ از یوتیوب کرد. به دنبال حکم دادگاه از دادگاه عالی دهلی برای حذف دو ترانه «لازانیا هرزه» و «تبریک» از یوتیوب، حکم به نفع تی-سریز صادر شد. تی-سریز در شکایت اظهار داشته که این دو ترانه «افتراآمیز، تحقیرآمیز، توهین‌آمیز و زننده» و شامل «کامنت‌های مکرر… توهین‌آمیز، مبتذل، و همچنین نژادپرستانه» هستند. مدتی بعد، دسترسی به موزیک ویدیوهای این دو ترانه در هند در یوتیوب مسدود شدند. با اینکه ویدیوهای شلبرگ در هند مسدود شد ولی گزارش شد که دو طرف در اواخر ژوئیه به توافق رسیدند.
سرانجام، در ۲۸ آوریل ۲۰۱۹، شلبرگ ویدئویی با عنوان «میم به پیودی‌پای سابسکرایب کنید را پایان دهید» را آپلود کرد و از دنبال کنندگان خود خواست به خاطر اتفاقاتی مانند تیراندازی مسجدهای کرایست‌چرچ و نوشتن عبارت «به پیودی‌پای سابسکرایب کنید» بر روی یک یادبود جنگ، به این رقابت پایان دهند.

## فیلم‌شناسی
| سال(ها)         | سریال یا نمایش                          | نقش               | تعداد حضور در سریال یا نمایش | یادکرد(ها) |
| --------------- | --------------------------------------- | ----------------- | ---------------------------- | ---------- |
| ۲۰۱۲            | تلویزیون سوئد                           | خودش              | ۲                            | [ ۴ ]      |
| ۲۰۱۳            | نبردهای حماسی تاریخی رپ                 | میشا              | ۱                            | [ ۲۸ ]     |
| ۲۰۱۳            | Internet Icon                           | خودش              | ۱                            | [ ۲۹ ]     |
| ۲۰۱۵، ۲۰۱۳      | Smosh Babies                            | پیودز بچه         | ۲                            | [ ۳۰ ]     |
| ۲۰۱۳–۲۰۱۶، ۲۰۱۹ | یوتیوب ریوایند                          | خودش              | ۵                            | [ ۳۱ ]     |
| ۲۰۱۴            | Good Mythical Morning                   | خودش              | ۱                            |            |
| ۲۰۱۴            | asdfmovie                               | مرد تنها / جادوگر | ۱                            |            |
| ۲۰۱۴            | اسکاولان (گفتگو)                        | خودش              | ۱                            |            |
| ۲۰۱۴            | ساوت پارک                               | خودش              | ۲                            |            |
| ۲۰۱۵            | Oscar's Hotel for Fantastical Creatures | بروک              | ۶                            |            |
| ۲۰۱۵            | دِ لیت شو ویت استیون کلبر (گفتگو)        | خودش              | ۱                            |            |
| ۲۰۱۵            | Pugatory                                | ادگار             | ۶                            |            |
| ۲۰۱۶            | Scare PewDiePie                         | خودش              | ۱۰ (همهٔ قسمت‌ها)              |            |

## بازی‌های ساخته شده
| سال(ها) | بازی                        | سیستم‌عامل(ها)                                                 | یادکرد(ها) |
| ------- | --------------------------- | ------------------------------------------------------------- | ---------- |
| ۲۰۱۵    | پیودی‌پای: افسانهٔ بروفیست    | آی‌اواس، اندروید، مایکروسافت ویندوز، او اس اکس                 | [ ۳۲ ]     |
| ۲۰۱۶    | پیودی‌پای: شبیه‌ساز یوتیوبرها | آی‌اواس، اندروید                                               | [ ۳۳ ]     |
| ۲۰۱۸    | Animal Super Squad          | مایکروسافت ویندوز، پلی‌استیشن ۴، نیتندو سوئیچ، اندروید، آی‌اواس | [ ۳۴ ]     |

## جوایز
| سال                    | جایزه                                      | دسته‌بندی                   | نتیجه    |
| ---------------------- | ------------------------------------------ | -------------------------- | -------- |
| ۲۰۱۳                   | جشنواره ستاره اجتماعی Starcount            | پرطرفدارترین نمایش اجتماعی | پیروز    |
| ۲۰۱۳                   | جشنواره ستاره اجتماعی Starcount            | جایزه ستاره اجتماعی سوئدی  | پیروز    |
| ۲۰۱۳                   | 5th Shorty Awards                          | #بازی                      | پیروز    |
|                        | Teen Choice Awards                         | ستاره وب: گیمینگ           | پیروز    |
| 4th Streamy Awards     | بهترین کانال بازی ویدئویی                  | نامزدشده                   |          |
| Golden Joystick Awards | شخصیت گیمینگ                               | پیروز                      |          |
|                        | Teen Choice Awards                         | Choice Web Star: Male      | نامزدشده |
| 5th Streamy Awards     | Best First-Person Channel, Show, or Series | نامزدشده                   |          |
| 5th Streamy Awards     | Best First-Person Channel, Show, or Series | پیروز                      |          |
|                        | Golden Joystick Awards                     | Gaming Personality         | پیروز    |
|                        | 8th Shorty Awards                          | YouTuber of The Year       | نامزدشده |
|                        | 43rd People's Choice Awards                | Favorite YouTube Star      | نامزدشده |